# Johannes Schult
Johannes Daniel Friedrich Schult (* 22. Januar 1884 in Hamburg; † 19. April 1965 ebenda) war ein deutscher Pädagoge, Oberschulrat und sozialdemokratischer Politiker.

## Leben und Wirken
Johannes Schult war der Sohn eines Schumachers, seine Mutter eine Tochter des Dichters Daniel Bartels. Die Kindheit verbrachte er in bescheidenen Verhältnissen im Osten seiner Geburtsstadt. Schult besuchte zunächst eine Volksschule und ab 1898 im Alter von nur 14 Jahren das Lehrerseminar. Dies kann angesichts der wirtschaftlichen Verhältnisse als ungewöhnlich bezeichnet werden. Nach Ende der Ausbildung 1904 erhielt er eine Stelle als Hilfslehrer. 1907 absolvierte er das Zweite Staatsexamen. Anschließend arbeitete er mit fester Anstellung an mehreren Volksschulen. Dabei legte er Wert darauf, sich auch außerhalb der Schule für Aus- und Weiterbildung zu engagieren. 
Früh wurde er Mitglied der Gesellschaft der Freunde des vaterländischen Schul- und Erziehungswesens. Ab 1906 engagierte er sich in der Jugendbewegung der SPD in Hamburg und gab dort ab 1909 Kurse und Vorträge. Aus dieser ehrenamtlichen Bildungstätigkeit gingen viele bekannte Politiker hervor. Berufsbegleitend belegte er bis 1910 Vorlesungen und Kurse, die am Allgemeinen Vorlesungswesen der Hamburger Universität stattfanden. Außerdem engagierte er sich als Lehrperson in der Arbeiterbildung. Diese Dozententätigkeit hatte vermutlich August Hellmann vermittelt. Durch seine Arbeit als Dozent erlangte Schult Bekanntheit in sozialdemokratischen Kreisen.

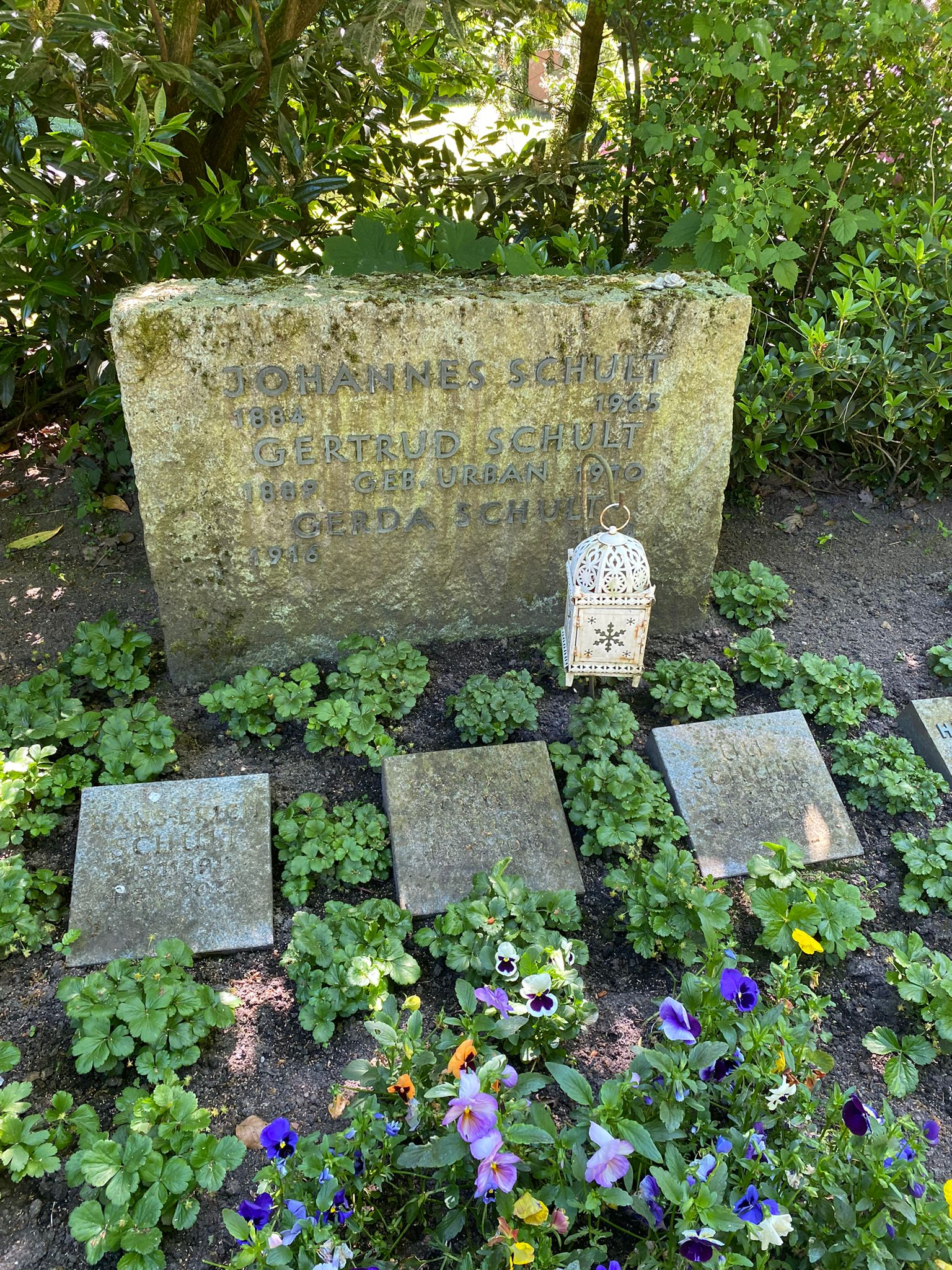
Grabstätte auf dem Friedhof Volksdorf

Der Erste Weltkrieg unterbrach Schults Wirken größtenteils. Von Januar 1915 bis Juli 1916 musste er Kriegsdienst leisten und erreichte den Rang eines Unteroffiziers. Anschließend lehrte er zunächst an einer Volksschule und arbeitete ab 1917 als Hilfslehrer in Fortbildungsschulen in Hamburg. Die Oberschulbehörde beschäftigte ihn ab 1920 als Fortbildungslehrer. Außerdem arbeitete er für das Arbeitsamt, wo er sich mit Jugendfragen beschäftigte und Vorsitzender des Jugend- und Bildungsausschusses war. Die notwendigen Kompetenzen bezüglich der Arbeit mit Jugendlichen und der Erwachsenenbildung hatte er durch die vorherigen außerschulischen Aktivitäten erworben. In der Position beim Arbeitsamt legte er einen Schwerpunkt darauf, Probleme am Arbeitsmarkt durch vermehrte Bildungsmaßnahmen zu lösen. Unter anderem forderte er, die Schulpflicht zu verlängern. Von 1918 bis 1920 übernahm Schult einen Posten als Sekretär der Sozialistischen Arbeiter-Jugend und arbeitete in der Arbeitsgemeinschaft sozialdemokratischer Lehrer und Lehrerinnen mit.
Seit 1919 war Schult als SPD-Abgeordneter Mitglied der Hamburgischen Bürgerschaft. Hier beteiligte er sich in mehreren Ausschüssen, die Fragen zur Bildung und der Verfassung behandelten. Er war Mitglied des Universitätsausschusses und Gründungsmitglied der Hamburger Volkshochschule und dort einer der ersten Dozenten. Die Lehrtätigkeiten an anderen Schulen nahm Schult zunehmend weniger wahr und beendete den Schuldienst 1921 mit einer besoldeten Freistellung. Stattdessen engagierte er sich ab 1923 als Schulrat der Berufsschulbehörde und ab 1926 als deren Oberschulrat. Da zu diesem Zeitpunkt keine verbindliche universitäre Ausbildung für Berufsschullehrer existierte, setzte sich Schult dafür ein, eine entsprechende Ausbildung zu etablieren. Schult, der zeitweise auch als überregional geschätzter Redner galt, verfasste zu dieser Zeit zahlreiche Aufsätze. Darin thematisierte er Fragen zur Jugend und der Organisation von Berufsschulen. Außerdem erstellte er Lehrmaterial, das für politische und staatsbürgerliche Themen genutzt werden konnte.
Mit der Machtergreifung durch die Nationalsozialisten endete Schults Mitgliedschaft in der Hamburgischen Bürgerschaft, die er am 1. April 1933 niederlegte. Sechs Tage später wurde er aufgrund des Gesetzes zur Wiederherstellung des Berufsbeamtentums beurlaubt. Im September 1933 folgte die Versetzung in den Ruhestand. Bis Ende des Zweiten Weltkriegs arbeitete Schulte unter anderem als Handelsvertreter. Nach dem gescheiterten Attentat vom 20. Juli 1944 auf Adolf Hitler verhafteten die Nationalsozialisten Schult und andere gleichgesinnte Politiker im August 1944. Schult, der zu dieser Zeit sechs Kinder hatte, verbrachte die Haftzeit körperlich unversehrt im Hamburger Polizeigefängnis und im KZ Fuhlsbüttel.
Im Juli 1945 übernahm Schult wieder die Stelle des Oberschulrats. In dieser Funktion leitete er das gesamte Berufs- und Fachschulwesen. Ab 1948 arbeitete er auch wieder als Dozent, bis er 1950 in den Ruhestand ging. Anschließend engagierte er sich weiterhin ehrenamtlich, unter anderem als Vorstandsmitglied und bis Ende der 1950er Jahre als Vorstandsvorsitzender der Volkshochschule. Darüber hinaus befasste er sich intensiv mit der Arbeiter- und Arbeiterjugendbewegung und verfasste hierzu mehrere Schriften. Schult schrieb auch ein Werk zum Berufsschulwesen und 1964 seine Autobiografie, die jedoch erst 2023 veröffentlicht wurde.
Johannes Schult starb im April 1965 in seiner Geburtsstadt. Seine letzte Ruhestätte erhielt er auf dem Friedhof Volksdorf (Grablage Ch 103). 

## Ehrungen
Der Senat der Stadt Hamburg verlieh Johannes Schult 1959 die Silbermedaille für treue Arbeit im Dienste des Volkes. Im selben Jahr wurde er zum Ehrendozent der Volkshochschule ernannt. Seit 1968 erinnert der Johannes-Schult-Weg in Volksdorf an den ehemaligen Pädagogen und Politiker. Vor seinem Wohnhaus in Volksdorf wurde ein Stolperstein verlegt.

## Werke (Auswahl)
- Geschichte der Hamburger Arbeiter 1890 - 1919. Hannover, Dietz, 1967.
- Der Staatsbürger. Ein Nachschlagewerk über öffentliche Angelegenheiten. Villingen/Schwarzwald, Neckar-Verl., 1959.
- Aufbruch einer Jugend. Der Weg der deutschen Arbeiterjugendbewegung. Bonn, Verl. Schaffende Jugend, 1956.
- Bessere Bildung »för lütte Lüüd«. Böhnhasen, Kaffeebödels und Wullmüüs: Erinnerungen eines Sozialdemokraten (1884–1965) aus Hamburg-Hammerbrook, herausgegeben von Gine Elsner unter Mitarbeit von Wolfgang Schult, VSA: Verlag, Hamburg 2023, ISBN 978-3-96488-186-1